# Leptodactylus lithonaetes
Leptodactylus lithonaetes és una espècie de granota que viu a Colòmbia, Veneçuela i, possiblement també, al Brasil.